# The Waiting City
Pour plus de détails, voir Fiche technique et Distribution.
The Waiting City est un film australien réalisé par Claire McCarthy, sorti en 2009.
Il est présenté au Festival international du film de Toronto 2009.

## Synopsis
Un couple se rend à Calcutta, en Inde, pour adopter une petite fille.

## Fiche technique
- Titre original : The Waiting City
- Réalisation : Claire McCarthy
- Scénario : Claire McCarthy
- Photographie : Denson Baker
- Montage : Veronika Jenet
- Musique : Michael Yezerski
- Producteurs : Jamie Hilton et Claire McCarthy
- Sociétés de production : See Pictures, Sol Films, Speaking Tree Films, Waiting City FIlms
- Pays d’origine :  Australie
- Langue : anglais
- Format : Couleur - 35mm - 2.35:1
- Genre : Drame
- Durée : 100 minutes (1 h 40)
- Dates de sortie :
  -  Canada : 17 septembre 2009 (Festival de Toronto)
  -  Australie : 15 juillet 2010

## Distribution
- Radha Mitchell : Fiona
- Joel Edgerton : Ben
- Samrat Chakrabarti : Krishna
- Isabel Lucas : Scarlett
- Tillotama Shome : sœur Tessila

## Récompenses et distinctions

### Récompenses
- IF Awards 2010 :
  - Meilleure photographie pour Denson Baker
  - Meilleur montage pour Veronika Jenet
- Film Critics Circle of Australia Awards 2011 : meilleure photographie pour Denson Baker

### Nominations
- Festival international du film de Toronto 2009 : sélection « Special Presentations »
- Australian Film Institute Awards 2010 : meilleure photographie pour Denson Baker
- Australian Directors Guild Awards 2010 : meilleure réalisation pour Claire McCarthy
- IF Awards 2010 :
  - Meilleur acteur pour Joel Edgerton
  - Meilleure actrice pour Radha Mitchell
- Film Critics Circle of Australia Awards 2011 :
  - Meilleur film
  - Meilleur réalisateur pour Claire McCarthy
  - Meilleur acteur pour Joel Edgerton
  - Meilleure actrice pour Radha Mitchell
  - Meilleur scénario pour Claire McCarthy
  - Meilleur montage pour Veronika Jenet
  - Meilleure musique pour Michael Yezerski